# Parintins (microregio)
Parintins is een van de dertien microregio's van de Braziliaanse deelstaat Amazonas. Zij ligt in de mesoregio Centro Amazonense en grenst aan de deelstaten Roraima in het noorden en Pará in het oosten, de mesoregio Sul Amazonense in het zuidwesten en de microregio's Itacoatiara in het centraal-westen en Rio Preto da Eva in het noordwesten. De microregio heeft een oppervlakte van ca. 107.030 km². Midden 2004 werd het inwoneraantal geschat op 233.451.
Zeven gemeenten behoren tot deze microregio:
- Barreirinha
- Boa Vista do Ramos
- Maués
- Nhamundá
- Parintins
- São Sebastião do Uatumã
- Urucará

Mesoregio's: Centro Amazonense · Norte Amazonense · Sudoeste Amazonense · Sul Amazonense

Microregio's: Alto Solimões · Boca do Acre · Coari · Itacoatiara · Japurá · Juruá · Madeira · Manaus · Parintins · Purus · Rio Negro · Rio Preto da Eva · Tefé